# Krasnoarmeiski (Adiguèsia)
|  | Per a altres significats, vegeu «Krasnoarmeiski». |

Krasnoarmeiski - Красноармейский (rus) - és un khútor, un poble, de la República d'Adiguèsia, a Rússia. Es troba a la vora del riu Une-Ubat, a 10 km al sud-est de Takhtamukai i a 88 km al nord-oest de Maikop, la capital de la república.
Pertany al municipi de Xendji.